# 山地亮腹蛛
山地亮腹蛛（学名：Singa alpigena）为园蛛科亮腹蛛属的动物。在中国大陆，分布于安徽、湖南、福建、广西、贵州等地。该物种的模式产地在湖南、贵州。